# Berteroa
Berteroa là chi thực vật có hoa trong họ Cải.